# Milena Raičevićová
Milena Raičevićová, rodným jménem Kneževićová (* 12. března 1990 Podgorica) je černohorská házenkářka. 
S černohorskou reprezentací získala stříbrnou olympijskou medaili na hrách v Londýně roku 2012 a vyhrála mistrovství Evropy ve stejném roce - Milena dala na tomto šampionátu 41 branek a z toho deset ve finále. Krom toho má z evropského šampionátu i jeden bronz (2022). Zúčastnila se i světových šampionátů v letech 2011, 2013, 2015, 2017 a 2019 (10., 11., 8., 6. a 5. místo), mistrovství Evropy v letech 2010, 2014, 2016 a 2018 (6., 4., 13. a 9. místo) a olympiády v roce 2016 (11. místo). Za národní tým nastoupila k 163 utkáním a vstřelila v nich 501 branek. 
Téměř celou kariéru strávila v černohorském klubu ŽRK Budućnost Podgorica (2007–2021, znovu od 2022), s výjimkou jedné sezóny v dresu tureckého Kastamonu Bld. GSK (2021–2022). S Podgoricou dvakrát vyhrála nejprestižnější evropskou klubovou soutěž, Ligu mistrů EHF (2012, 2015), navíc jednou se v ní probojoval do finále (2014). Získala také Pohár vítězů pohárů (2010). 
Vdala se v roce 2015, od té doby užívá jméno Raičevićová, v počátcích kariéry byla známa pod rodným jménem Kneževićová. Její sestra-dvojče Dragana hrála také závodně házenou, její starší bratr Ivan Knežević je profesionálním fotbalistou. Upozornila na sebe incidentem v roce 2014, když v zápase Ligy mistrů proti maďarskému Győri ETO KC udeřila čelem soupeřku Anitu Görbiczovou. Byla posléze potrestána zákazem startu ve dvou utkáních.